# Магнетит
Магнетитът е феримагнитен минерал.   Химическата формула е Fe3O4, един от няколкото оксиди на желязото и част от групата на шпинелите. Магнетитът притежава най-силни магнитни свойства от всички естествено срещани минерали на Земята.